# Cabala del cavallo pegaseo
Cabala del cavallo pegaseo è un'opera filosofica di Giordano Bruno in forma di dialogo pubblicata a Londra nel 1585 insieme a l'Asino cillenico in unico testo. Il titolo allude a Pegaso, il cavallo alato della mitologia greca nato dal sangue di Medusa decapitata da Perseo, mentre Cabala si riferisce a una tradizione mistica originatasi in seno all'ebraismo. La Cabala, che può considerarsi continuazione e conclusione del precedente Spaccio de la bestia trionfante, è un'opera di satira morale nella quale bersaglio dell'autore sono le religioni rivelate, cristianesimo ed ebraismo.

## Generalità
Il testo è composto di tre dialoghi: in questi Saulino impersona l'autore; Coribante è il tipico pedante, mentre Sebasto svolge la funzione di stimolare la conversazione. Altri interlocutori sono Onorio, che compare nel secondo dialogo, e Alvaro, presente nel terzo. Precedono i dialoghi un'epistola dedicatoria rivolta al «reverendissimo signor» Don Sapatino, probabilmente un frate ironicamente promosso al ruolo di vescovo; il sonetto In lode de l'asino; una declamazione intitolata Al studioso, divoto e pio lettore, e un ulteriore sonetto, Circa la significazione dell'asina e del pulledro, che fa riferimento all'episodio evangelico dell'ingresso di Gesù in Gerusalemme, che con sarcasmo irriverente l'autore specifica essere «un molto pio sonetto».

## Il testo
(Cabala del cavallo pegaseo, In lode dell'asino)
L'opera riprende l'argomento dello Spaccio de la bestia trionfante, testo allegorico nel quale l'autore descriveva la riforma morale intrapresa dal consiglio degli dèi presieduto da Giove, quella riforma che bandendo dalla volta celeste le vecchie costellazioni simboli dei vizi predominanti, le sostituiva con valori ormai da tempo non più tenuti nella dovuta considerazione.

### Epistola dedicatoria
L'autore confida di ritrovarsi davanti questo «cartaccio» che purtroppo non è ancora riuscito a pubblicare perché ora per un motivo, ora per un altro, tutti coloro ai quali voleva dedicarlo hanno finito per rifiutare: un ministro divino gli disse di essere amico della tradizione; una dama, alla quale lo aveva messo avanti, non lo gradì perché non lo trovò abbastanza grande quanto si conveniva a un cavallo; una bigotta non lo accettò perché non parlava del rosario; un pedante storse il naso, eccetera. Dunque, chi meglio di un vescovo che comprende tutto perché «fuor del tutto», essendo egli infatti teologo, filosofo e cabalista? L'Asino gli farà onore, prosegue l'autore, lo consegnerà a una fama eterna.
E quest'Asino è proprio la «bestia trionfante viva», anzi è la stessa anima del mondo, prosegue Bruno: un asino universale, dotto al punto di essere in grado di riformare i costumi e anche le religioni, diventare accademico, persino papabile. Il vescovo non può proprio rifiutare questo «venerabile suggetto».

### Dialogo primo

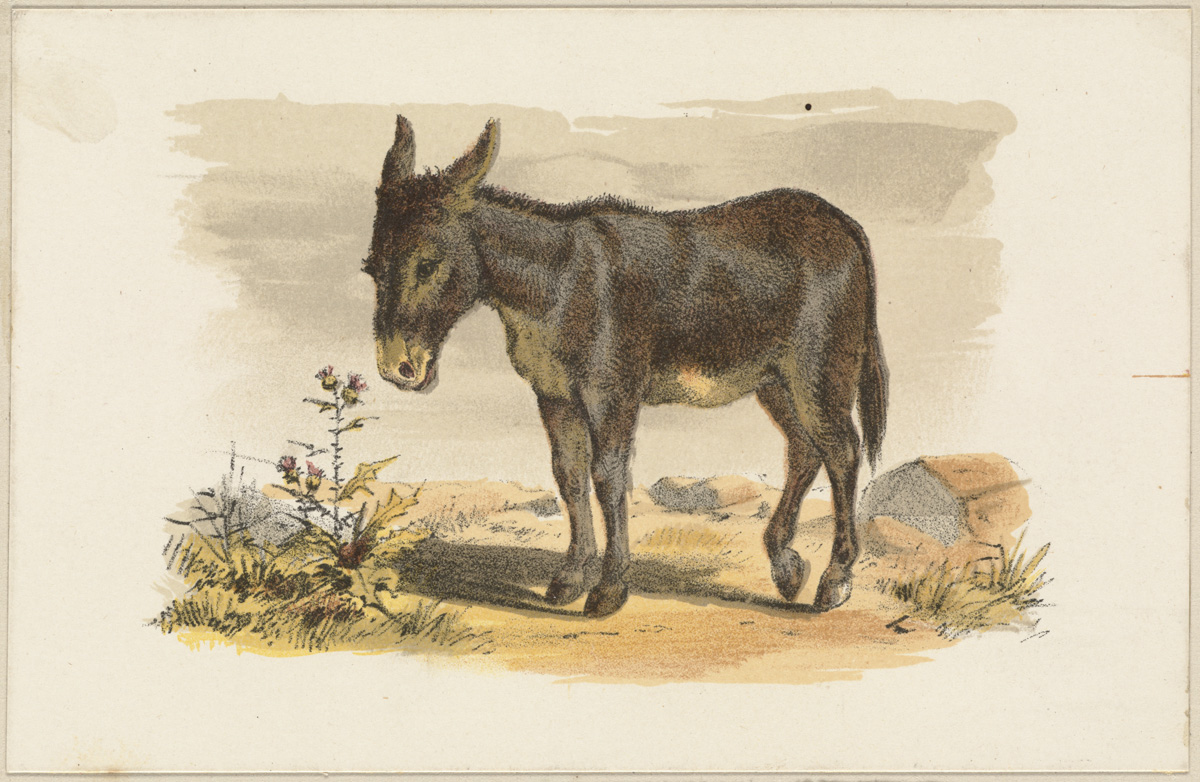
Raffigurazione di un asino («[...] deve aver l'animo umile, ripremuto e basso, ed il senso che non faccia differenza tra gli cardi e le lattuche»).

Sebasto chiede di sapere cosa è successo dei posti lasciati vacanti dall'espulsione delle due costellazioni dell'Orsa maggiore e dell'Eridano in quel rinnovamento che Giove attuò insieme agli altri dèi. Saulino risponde che questi due posti sono adesso occupati dall'«Asinità in abstatto» e dall'«Asinità in concreto» rispettivamente. Coribante resta scandalizzato dal fatto che così facendo, presso la Verità, che in quel rinnovamento aveva sostituito l'Orsa minore, si ritrovi adesso un animale che tutti prendono come simbolo dell'ignoranza.
Saulino spiega innanzitutto che non è proprio così, perché per esempio nella Cabala l'asino diventa simbolo della sapienza nelle Sefirot, essendo l'asino un animale paziente, sobrio e umile. Inoltre per quel principio di corrispondenza che sussiste fra mondo terrestre e volta celeste, se l'ignoranza trova posto fra noi, così è giusto che essa abbia una sua collocazione anche nel cielo.
Il motivo principale è però un altro, continua Saulino: Sofia, personificazione della Sapienza, non può procedere verso la Verità «se non per la porta che ne viene aperta da l'ignoranza, la quale è l'istesso camino, portinaio e porta». Tre sono le specie di ignoranza: la prima è quella di chi si lascia andare in questo stato e non osa progredire; la seconda è quella di chi, conscio delle proprie lacune, si volge sempre con spirito dubbioso verso le cose; la terza è quella di chi con arroganza ritiene di sapere tutto giungendo anche a negare il confronto. Quest'ultima è quella tipica di certi uomini di chiesa, e in fondo non è che l'altra faccia del primo tipo di ignoranza, e queste due specie sono ben simboleggiate dal puledro e dall'asina che nel racconto evangelico conducono Gesù a Gerusalemme; la seconda da un asino che trovandosi a un bivio non riesce a decidersi sulla direzione da prendere.
Saulino conclude facendo notare che al di là di queste distinzioni, l'ignoranza può assumere un aspetto positivo, perché non è possibile alcun progresso, non si dà alcun avvicinamento alla Verità se non negando in continuazione ciò che di volta in volta riteniamo per vero, cioè ammettendo in altre parole di «non posser esser altro che asino e non esser altro che asino».

### Dialogo secondo

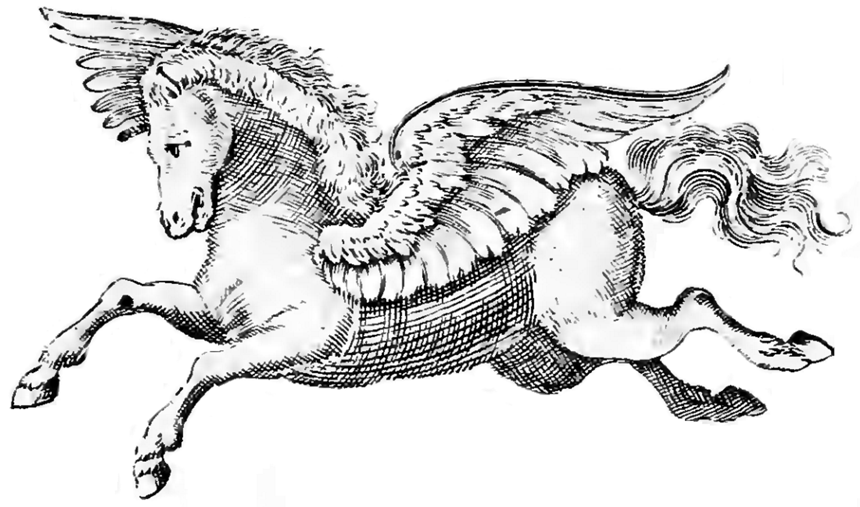
Il cavallo alato Pegaso, da un'illustrazione di un testo del 1780, la Cicceide legittima («Per l'onor e facultà de l'ali non ha piaciuto ad alcuni, che tegnono tal animale in opprobrio, di chiamarlo asino, ma cavallo Pegaseo»)

Questo dialogo vede come interlocutore principale Onorio, il quale racconta di aver avuto numerose vite precedenti quella attuale, delle quali la prima che ricorda è quella di un asino, un asino morto per essersi sporto un po' troppo sull'orlo di una rupe nell'avido tentativo di addentare un cardo. In seguito a questa morte egli, dopo aver fatto finta di bere l'acqua dell'oblio del fiume Lete, si ritrovò sul Parnaso, ottenendo infine un suo posto in cielo come Asino volante, o per non recare dispiacere a coloro «che tegnono tal animale in opprobrio», Cavallo pegaseo.
Da lassù, continua Onorio, di tanto in tanto, «come inebriato di nettare» veniva destinato a reincarnarsi ora filosofo, ora poeta, ora pedante. Ricorda che una volta fu figlio di Nicomaco e precettore di Alessandro Magno, «e per dir il vero, secondo le tenebre che regnavano in me, intesi ed insegnai perversamente circa la natura de li principii e sustanza delle cose, delirai piú che l'istessa delirazione circa l'essenza de l'anima».
Nell'ultima parte del secondo dialogo Sebasto invita Saulino a riprendere l'argomento: alcuni affermano che non sia possibile conoscenza alcuna. Saulino spiega infatti che tali sono gli scettici, i quali dubitando di ogni cosa non osano né affermare né negare alcunché: «vane bestie», riassume Sebasto. Simili se non peggiori sono i seguaci di Pirrone, che affermavano che nemmeno quella conclusione poteva esser data per certa: «poltroni per scampar la fatica di dar raggioni delle cose», commenta ancora con sarcasmo Sebasto. A conferma di questa specie di "asinità" che non può consentire alcun cammino verso la Verità, Onorio confida di essere stato anche Senofane di Colofone.
Sebasto infine si domanda come sia possibile diventare «asino per dottrina e disciplina», giacché se non è possibile alcuna conoscenza certa, deve risultare egualmente impossibile apprendere l'asinità. Onorio rimanda però la discussione al terzo dialogo, visto che s'è fatta l'ora di cenare.

### Dialogo terzo
Il dialogo si conclude in pochissime battute: Alvaro, servitore di Sebasto, informa Saulino che al padrone è morta la moglie; Coribante ha un attacco di gotta e Onorio si è recato ai bagni. Saulino, citando Petrarca, conclude che ci sarà occasione per riunirsi ancora e portare a compimento questa "Cabala" «parva, tironica, isagogica, microcosmica». Nel frattempo si dedicherà alla lettura del dialogo L'Asino cillenico.

## Contenuti

### Le due asinità
Bruno distingue due tipi di asinità: la prima negativa (l'asinità "concreta"), che egli condanna perché impedisce l'avanzamento lungo il percorso del sapere; la seconda positiva (l'asinità "astratta"), positiva in quanto partendo dal riconoscimento della propria ignoranza essa permette quel progresso tipico della civiltà umana.
Il bersaglio contro cui Bruno punta la propria polemica è vasto e vario, ma si possono distinguere essenzialmente due tipi generici di asini negativi: coloro che ritengono di possedere la Verità, cioè la verità intesa come sapere esaustivo e definitivo, e quelli che negano o rifiutano la possibilità di trarre conoscenza: i dogmatici e gli scettici. Nei primi Bruno include gli aristotelici e i religiosi, volendo così intendere le religioni rivelate, i cristiani, protestanti e cattolici, e gli ebrei, in particolare i cabalisti che vedono nessi esoterici nella filosofia.
D'altro lato gli scettici sospendono ogni definizione, opinione e giudizio sulle cose, ritenendo che nulla si possa sapere, che niente è come appare. Bruno ammette che alla Verità possiamo soltanto «tendere ed avvicinarci», ma rifiuta del tutto quell'atteggiamento: se i religiosi di fronte a un bivio prendono la strada in base a quanto loro viene detto di fare esattamente come un asino che asseconda il proprio morso, gli scettici restano invece bloccati dalla loro indeterminazione. «A la verità nulla cosa è più prossima e cognata che la scienza», scrive il filosofo, raffigurando quindi un modello della conoscenza non solo lontano dai dogmi, ma nemmeno restio al progresso per timore di errare.

### L'eccellenza degli umani
Quando Bruno parla della civiltà umana con riferimento a ciò che rende l'uomo "eccellente" fra gli altri animali, egli non allude soltanto alla facoltà intellettuale ma anche a quelle corporee, in particolare all'uso della mano:
(Onorio: dialogo II)
In polemica con Aristotele per il filosofo nolano l'uomo non possiede una mano siffatta perché superiore agli altri animali, al contrario: è proprio la sua mano, la particolare conformazione fisica e le possibilità di quest'organo, che hanno dato e dànno all'uomo la possibilità di rendersi differente e quindi in un certo senso primeggiare. La conformazione degli altri animali è infatti tale da non consentire lo sviluppo di quell'intelligenza che è comunque presente in tutti. Per Bruno l'intelletto universale si particolarizza a seconda della specie e dell'individuo: ciò che consente di comprendere e conoscere è unico ma come questa facoltà si trasformi in azione dipende dal soggetto.
Bruno arriva a ipotizzare che se per esempio si potesse mutare un serpente in uomo trasformando organo per organo, alla fine dell'operazione costui non solo camminerebbe, ma parlerebbe e intenderebbe proprio come un uomo; e viceversa: un uomo egualmente così mutato in serpente striscerebbe anziché camminare. Non esiste né un istinto specifico, né un'anima individuale, né un senso interno caratteristico che distingua l'uomo dal serpente: ogni aggregato della materia universale è animato dalla medesima anima, dotato del medesimo intelletto, anima e intelletto che consentono azioni e cognizioni differenti proprio per la differenza di conformazione dell'aggregato.
In tal modo per Bruno ogni superiorità dell'uomo sugli altri animali non è più riconducibile né all'anima, perché tutti partecipano la medesima anima; né alla materia, perché tutti siamo fatti della medesima materia. È soltanto la struttura corporea a fare la differenza.

### L'attacco alle religioni rivelate
Sul piano religioso le conseguenze della Cabala e dello Spaccio (di cui la prima può considerarsi conclusione) sono rivoluzionarie: non esiste l'anima individuale; non esiste un qualcosa dopo la morte identificabile come inferno o paradiso; non esiste la resurrezione dei corpi; l'uomo non è stato creato e poi animato. Sul piano etico altrettanto: ciò che è peculiare dell'uomo sono la sua abilità e operosità; non è né l'ozio né la fede né la preghiera che avvicinano l'uomo a Dio; non esiste alcun giudizio da parte di Dio; la natura non è al servizio dell'uomo. A una discriminazione fra bene e male basata sull'obbedienza asinina alle Sacre Scritture o ai ministri di Dio, si contrappongono la curiositas e la responsabilità consapevole del singolo di saper scegliere il bene inteso come virtuosità, operosità e giustizia sociale.
L'intero edificio costruito dai vari cristianesimi e dall'ebraismo è così demolito nei suoi punti cardine, sin dalle fondamenta. Ciò che Giordano Bruno porta a compimento con questi due dialoghi è la necessaria conseguenza sul piano etico e religioso di quell'impianto di filosofia naturale presentato nei primi tre dialoghi londinesi.